# Retrato de Ana de Cléveris
El Retrato de Ana de Cléveris es una pintura de Hans Holbein el Joven, actualmente en el Museo del Louvre de París, Francia. Se trata de una pintura ejecutada con acuarela sobre un pergamino encolado sobre tela con unas dimensiones de 65 centímetros de alto y 48 de ancho. 
La persona retratada es la reina de Inglaterra Ana de Cléveris, esposa del rey Enrique VIII. Es el retrato realizado con motivo del compromiso entre esta princesa que pasó a ser la cuarta esposa del rey Enrique VIII. El rey la eligió al verla en este retrato.
Es un retrato de tres cuartos, totalmente frontal. La reina viste ropas lujosas, en tonos dorados sobre terciopelo rojo, poniendo en evidencia de esa forma su alto rango. Cruza las manos en un signo de resignación. El fondo es oscuro, lo que realza más la calidad de las ropas.
Es una composición simétrica, equilibrada, con una modelo algo distante, ejemplo de la frialdad objetiva de sus retratos.